# Delhi (Iowa)
Delhi és una població dels Estats Units a l'estat d'Iowa. Segons el cens del 2000 tenia 458 habitants.

## Demografia
Segons el cens del 2000, Delhi tenia 458 habitants, 199 habitatges, i 130 famílies. La densitat de població era de 182,3 habitants per km².
Dels 199 habitatges en un 26,6% hi vivien nens de menys de 18 anys, en un 54,3% hi vivien parelles casades, en un 7% dones solteres, i en un 34,2% no eren unitats familiars. En el 28,1% dels habitatges hi vivien persones soles el 15,1% de les quals corresponia a persones de 65 anys o més que vivien soles. El nombre mitjà de persones vivint en cada habitatge era de 2,3 i el nombre mitjà de persones que vivien en cada família era de 2,77.
Per edats la població es repartia de la següent manera: un 22,3% tenia menys de 18 anys, un 7,2% entre 18 i 24, un 27,7% entre 25 i 44, un 22,5% de 45 a 60 i un 20,3% 65 anys o més.
L'edat mediana era de 42 anys. Per cada 100 dones de 18 o més anys hi havia 100 homes.
La renda mediana per habitatge era de 38.636 $ i la renda mediana per família de 46.607 $. Els homes tenien una renda mediana de 34.167 $ mentre que les dones 21.375 $. La renda per capita de la població era de 19.751 $. Entorn del 6,7% de les famílies i el 5,7% de la població estaven per davall del llindar de pobresa.

## Poblacions més properes
El següent diagrama mostra les poblacions més properes.